# شمشیربازی در المپیک تابستانی ۲۰۰۴
شمشیربازی در بازی‌های المپیک تابستانی ۲۰۰۴ نام رویداد ورزش شمشیربازی در بازی‌های المپیک تابستانی بود که در سال ۲۰۰۴ برگزار شد.

## جدول مدال‌ها
| رتبه | کشور                      | طلا | نقره | برنز | مجموع |
| ۱    | ایتالیا (ITA)             | ۳   | ۳    | ۱    | ۷     |
| ۲    | فرانسه (FRA)              | ۳   | ۱    | ۲    | ۶     |
| ۳    | مجارستان (HUN)            | ۱   | ۲    | ۰    | ۳     |
| ۴    | روسیه (RUS)               | ۱   | ۰    | ۳    | ۴     |
| ۵    | ایالات متحده آمریکا (USA) | ۱   | ۰    | ۱    | ۲     |
| ۶    | سوئیس (SUI)               | ۱   | ۰    | ۰    | ۱     |
| ۷    | چین (CHN)                 | ۰   | ۳    | ۰    | ۳     |
| ۸    | آلمان (GER)               | ۰   | ۱    | ۱    | ۲     |
| ۹    | لهستان (POL)              | ۰   | ۰    | ۱    | ۱     |
| ۹    | اوکراین (UKR)             | ۰   | ۰    | ۱    | ۱     |

## کشورهای شرکت کننده
در این مسابقات ۲۲۳ ورزشکار (۱۲۹ مرد و ۹۴ زن) از ۴۲ کشور به رقابت با یک دیگر پرداختند.
| - الجزایر (۷) - آرژانتین (۱) - استرالیا (۳) - اتریش (۲) - جمهوری آذربایجان (۱) - بلژیک (۱) - بلاروس (۲) - برزیل (۳) - کانادا (۶) - شیلی (۱) - چین (۱۹) | - کلمبیا (۱) - جمهوری کنگو (۱) - کوبا (۴) - مصر (۹) - فرانسه (۱۹) - آلمان (۱۲) - بریتانیای کبیر (۲) - یونان (۹) - هنگ کنگ (۳) - مجارستان (۱۵) | - اسرائیل (۱) - ایتالیا (۱۲) - ژاپن (۵) - مکزیک (۱) - مراکش (۱) - هلند (۱) - نیوزیلند (۱) - لهستان (۳) - پرتغال (۱) - رومانی (۶) - روسیه (۱۸) | - سنگال (۲) - آفریقای جنوبی (۳) - کره جنوبی (۱۲) - اسپانیا (۱) - سوئیس (۱) - تایلند (۲) - تونس (۲) - اوکراین (۱۰) - ایالات متحده آمریکا (۱۵) - ونزوئلا (۴) |